# Пандемия от COVID-19 в Молдова
Пандемията от коронавирус в Молдова започва на 7 март 2020 г., след като 48–годишна жена е хоспитализирана след пристигането си от Италия.
На 11 март 2020 г. Министерството на образованието, културата и науката на Молдова издава нареждане за затваряне на всички образователни институции, считано за периода 12 – 23 март. Под карантина са детските градини, училищата, колежите и университетите в цялата страна. Изпълнението на нареждането се наблюдава от местните власти и ръководството на образователните институции. Министерството на образованието налага забрана за провеждане на масови мероприятия в театри, концертни зали, музеи, библиотеки, културни центрове и творчески центрове. Забраната се прилага за събития, в които участват повече от 50 души. От полунощ на 17 март 2020 г. страната спира въздушните си полети с всички страни, поради заплахата от разпространение на коронавируса.